# Duško
Duško (auch Dusko) ist ein männlicher Vorname.

## Herkunft und Bedeutung
Der Vorname Duško ist vor allem im ehemaligen Jugoslawien verbreitet. Es handelt sich um eine Diminutiv-Variante des slawischen Vornamens Dušan, der übersetzt Seele bedeutet.

## Bekannte Namensträger
- Dušan „Duško“ Bajević (* 1948), jugoslawischer Fußballspieler
- Duško Đurišić (* 1977), serbischer Fußballspieler
- Dusko Goykovich (1931–2023), serbischer Jazzmusiker
- Duško Lokin (* 1943), jugoslawischer Sänger
- Duško Pavasovič (* 1976), slowenischer Schachspieler kroatischer Herkunft
- Duško Pijetlović (* 1985), serbischer Wasserballspieler
- Duško Radović (1922–1984), jugoslawischer Schriftsteller
- Duško Savanović (* 1983), serbischer Basketballspieler
- Duško Tadić (* 1955), serbischer Politiker und Kriegsverbrecher
- Duško Tošić (* 1985), serbischer Fußballspieler
- Duško Vujošević (* 1959), montenegrinischer Basketballtrainer

## Sonstige Verwendungen
- Duško Dugouško (der langohrige Duško) ist der serbokroatische Name der Comicfigur Bugs Bunny.